# Chiliotrichiopsis
Chiliotrichiopsis es un género de plantas con flores perteneciente a la familia Asteraceae.Comprende 4 especies descritas y  aceptadas.

## Taxonomía
El género fue descrito por Ángel Lulio Cabrera y publicado en Notas del Museo de la Plata, Botánica 2: 172. 1937. La especie tipo es: Chiliotrichiopsis keidelii Cabrera		

## Especies
A continuación se brinda un listado de las especies del género Chiliotrichiopsis aceptadas hasta junio de 2011, ordenadas alfabéticamente. Para cada una se indica el nombre binomial seguido del autor, abreviado según las convenciones y usos.
- Chiliotrichiopsis keidelii Cabrera
- Chiliotrichiopsis ledifolia (Griseb.) Cabrera
- Chiliotrichiopsis mendocina Cabrera
- Chiliotrichiopsis peruviana "G.L.Nesom, H.Rob. & A.Granda"